# 길라드 샬리트
길라드 샬리트(히브리어: גלעד שליט Gilad Shalit (도움말·정보), 1986년 8월 28일 ~)는 프랑스계 이스라엘인으로 전 이스라엘 방위군(IDF) 소속 군인이었다.

## 생애
샬리트는 3년간의 의무 복무를 위해 2005년 7월에 군 복무를 시작하였다. 2006년 6월 25일에 팔레스타인 하마스(Hamas) 무장 요원들이 이스라엘 국경을 가로질러 약 300ｍ 길이의 땅굴을 통해 가자지구 남부에 있는 케렘 샬롬(Kerem Shalom)에 접근한 뒤 인근의 군 초소를 기습 공격을 하였고 그 과정에서 샬리트는 납치되었다. 이스라엘은 곧바로 대대적인 구출 작전을 폈지만 샬리트를 구해내지 못하였다. 이스라엘 정부는 장기간 이집트의 중재로 샬리트 석방 문제를 협의해 왔으며 2011년 10월 11일에 이스라엘 정부와 하마스는 가자지구에 5년간 억류된 샬리트와 이스라엘 교도소에 수감 중인 팔레스타인인 1,027명을 교환하기로 합의하였다. 10월 18일에 샬리트는 석방되었고 동시에 팔레스타인인 477명이 1차로 풀려났으며 두 달 이내에 550명이 2차로 석방될 예정이다. 한편 샬리트는 납치 당시의 계급인 상병에서 석방 당시 병장으로 진급하였다

## 명예 시민
- 프랑스 파리 - 2008년 11월 16일[6]
- 이탈리아 로마 - 2009년 7월 1일[7]
- 미국 플로리다주 마이애미 - 2009년 4월 23일[8]
- 미국 루이지애나주 뉴올리언스 - 2009년 6월 25일
- 미국 메릴랜드주 볼티모어 - 2011년 6월 29일[9]
- 미국 펜실베이니아주 피츠버그 - 2011년 8월 30일[10]

## 같이 보기
- 이스라엘 방위군
- 하마스
- 이스라엘-팔레스타인 분쟁